# Catharomnion
Catharomnion là một chi rêu trong họ Daltoniaceae.